# Poljska stranka ljubitelja piva
Poljska stranka ljubitelja piva (PPPP; poljski: Polska Partia Przyjaciół Piwa) je bila satirična poljska politička stranka koju je 1990. osnovao satiričar Janusz Rewiński. Izvorni cilj stranke je bio promoviranje kulture pijenja piva, u pubovima, kao što to rade Englezi, umjesto pijenja votke, a sve u cilju borbe protiv alkoholizma.
Šaljivo ime i gubitak iluzija u vezi poljske političke transformacije navela je neke Poljake da glasuju za ovu stranku. 
Što je privuklo glasače, možda najbolje pokazuje često ponovljeno mišljenje sa PPPP-om „ne bi bilo bolje, ali bi svakako bilo smješnije”.
Iako je stranka osnovana iz vica, njezini članovi su s vremenom razvili ozbiljni politički program. Štoviše, ideja o političkim raspravama uz kvalitetno pivo postala je simbol slobode udruživanja i izražavanja, intelektualne tolerancije i višeg standarda života. Njeno šaljivo ime vjerojatno je pomoglo u pridobivanju glasova razočaranog biračkog tijela na parlamentarnim izborima 1991.
Na parlamentarnim izborima 1991., stranka je osvojila 16 mjesta u Sejmu, poljskom parlamentu, uz osvojenih 2,97% glasova. Stranka se kratko nakon toga razdvojila na dvije frakcije: Veliko Pivo i Malo Pivo, a kasnije se ugasila.
Frakcija Velikog Piva se nazvala „Poljski ekonomski program”. Gubitkom svojeg šaljivog imidža, Poljski ekonomski program se povezao sa strankama Demokratska unija (UD) i Liberalni demokratski kongers (KLD) u „Malu Koaliciju” liberalnih stranaka koje su podržale kandidaturu Hanna Suchocka za premijera.